# Hang It Up
«Hang It Up» es una canción de la banda británica The Ting Tings, incluida en su segundo álbum de estudio Sounds from Nowheresville. Fue lanzado como primer sencillo del álbum, en formato digital el 16 de enero de 2012. La canción se grabó entre 2010 y 2011. En la versión Deluxe Edition del álbum, se incluyen 4 remix. El video musical fue subido al canal de la banda en YouTube.

## Video musical
El video musical, fue subido a YouTube el 18 de octubre de 2011. El video fue filmado en Alicante, España, y aparece el skater Pedro Sánchez.

## Lista de canciones
| Descarga digital |              |          |  |
| N.º              | Título       | Duración |  |
| 1.               | «Hang It Up» | 3:10     |  |

## Posicionamiento en listas
| Calificadora (2012)                         | Mejor posición |
| ------------------------------------------- | -------------- |
| Bélgica (Valonia) (Ultratip Bubbling Under) | 37             |
| Japón (Japan Hot 100)                       | 8              |
| Reino Unido (UK Singles Chart)              | 124            |

## Historial de Lanzamientos
| País        | Fecha                   | Formato          | Discográfica                       |
| ----------- | ----------------------- | ---------------- | ---------------------------------- |
| Reino Unido | 27 de diciembre de 2011 | Descarga digital | Sony Music Entertainment, Columbia |